# Шарл-Огюстен дьо Сент-Бьов
Шарл-Огюстен дьо Сент-Бьов (на френски: Charles Augustin de Sainte-Beuve, френски: [sɛ̃t bœv]) е френски литературовед и литературен критик, една от водещите фигури на френския литературен Романтизъм. Изобретател на собствен метод, който по-късно бива наречен „биографичен“. Пише също и поезия и художествена проза.

## Биография
Роден е на 23 декември 1804 година в Булон сюр Мер, Франция. След завършване на средното си образование в Париж, постъпва в медицинско училище, но не го завършва.
От 1824 сътрудничи на списанието на „младото поколение“ романтици – „Globe“ и така става част от кръга на Юго и водещ критик на групата. По това време и под влияние на кръга около „Globe“ той решава да каже думата си и като поет и издава сборника си със стихове „Животът, стихотворенията и мислите на Жозеф Делорм“ (1829). Следват „Утешение“ (1830) и „Августовски мисли“ (1937), както и романът „Сладострастие“ (1834). След техния неуспех, след 1837 г. Сент-Бьов се отдава само на историко-литературна и критическа дейност. Първият му по-голям труд – „Историческа и критическа картина на френската поезия и театър през XVI век“ (1828), е посветен на историческото обосноваване на романтизма като завършек на изконните традиции на френската литература, прекъснати от временната доминация на класицизма. Според Сент-Бьов „предшественици“ на романтизма са Пиер дьо Ронсар, Жоашен дю Беле и други поети от XVI век.
От 1837 г. чете лекции в Лозана (Швейцария). Там започва монументалната си „История на Пор-Роял“ (Histoire de Port-Royal, 1840 – 1860) – труд за янсенизма.
От 1844 е член на Френската академия. Получава катедра по литература в Лиежкия университет (Белгия), чете курс лекции за Шатобриан.
Умира на 13 октомври 1869 година в Париж на 64-годишна възраст. Погребан е в гробището Монпарнас в Париж.

## Научна дейност
Сент-Бьов разработва собствен метод (по-късно наречен „биографичен“), един от първите научни способи за проучване на художествената литература. В този метод се разглеждат биографията и личността на даден автор като значими моменти от неговия живот. Акцентира се върху творчеството, връзката между биографията на писателя и характеристиките на литературните произведения, създадени от него.
Сент-Бьов предлага работата върху автора да започне с изучаването на роднините му, с неговия баща, братя и сестри и особено с майката. В неговия „биографичен метод“, пресечна точка на отношенията на реалността и традициите е биографичният автор, а не авторът на субекта на съзнанието, концептуалният автор, израз на който е художественият текст. В основата на биографичния метод стои представата за това, че авторът на дадено произведение е жив човек с неповторима биография и събития, които влияят на неговото творчество.

### Поезия
- Vie, poésies et pensées de Joseph Delorme (1829)
- Les Consolations (1830)
- Pensées d'août (1837)
- Livre d’amour (1843)
- Poésies complètes (1863)

### Романи и новели
- Volupté (1835)
- Madame de Pontivy (1839)
- Christel (1839)
- Le Clou d’or qu'il dédia à Sophie de Bazancourt, femme du général François Aimé Frédéric Loyré d'Arbouville
- La Pendule (1880)

### Критика, есеистика
- Tableau historique et critique de la poésie française et du théâtre français au seizième siècle (1828), 2 тома
- Port-Royal (1840 – 1848), 4 тома; (2 изд. – 1860, 5 тома)
- Portraits littéraires (1844), 2 тома; (2 изд. – 1876 – 78), 3 тома
- Portraits contemporains (1846), 2 тома; (2 изд. – 1869 – 71), 5 тома
- Portraits de femmes (1844) (2 изд. – 1870)
- Causeries du lundi (1857 – 1862), 16 тома
- Nouveaux lundis (1863 – 1872), 13 тома
- Premiers lundis (1874 – 75), 3 тома
- Étude sur Virgile (1857). Étude sur Virgile Архив на оригинала от 2011-10-18 в Wayback Machine., издание, анотирано от Анри Гьолцер (1895).
- Chateaubriand et son groupe littéraire (1860), 2 тома
- Le Général Jomini (1869)
- Madame Desbordes-Valmore (1870)
- M. de Talleyrand (1870)
- P.-J. Proudhon (1872)
- Souvenirs et Indtscrétions (1872)
- Chroniques parisiennes (1843 – 1845 и 1876)
- Les cahiers de Sainte-Beuve (1876)
- Mes poisons (1926)
- Cahiers intimes inédits (1933)

### Кореспонденция
- Lettres à la princesse (Mathilde) (1873)
- Correspondance de C. A. Sainte-Beuve (1822 – 1865) (1877 – 78), 2 тома
- Nouvelle correspondance de C. A. Sainte-Beuve (1880)
- Lettres à Collombet (1903)
- Correspondance avec M. et Mme Juste Olivier (1904)
- Lettres à Charles Labitte (1912)
- Lettres à deux amies (1948)
- Lettres à George Sand
- Lettres à Adèle Couriard
- Correspondance générale, (1935– )19 тома

### Биографии
- Le général Jomini, étude, Paris 1869. Le général Jomini, étude на сайта Gallica

### На български
- Сент Бьов. Портрети. Превод от френски Ана Сталева. София: Наука и изкуство, 1978, 494 с.
- Сент-Бьов. Сладострастие. Превод от френски Иван Кьосев. София: Гал-Ико, 1993, 381 с.

### За него
- II. Levallois J., Sainte-Beuve, P., 1872
- Morand F., Les jeunes années de C. A. Sainte-Beuve, P., 1872
- Haussonville O., d’, C. A. Sainte-Beuve, sa vie et ses œuvres, P., 1875
- Pons A.-J., Sainte-Beuve et ses inconnues, P., 1879
- Nicolardot L., La confession de Sainte-Beuve, P., 1882
- Troubat J., Souvenirs du dernier secrétaire de Sainte-Beuve, P., 1890
- Brunettière F., Evolution des genres dans l’histoire de la littérature, P., 1890;
- Brunettière F., L’evolution de la poésie lyrique en France au XIX siècle, P., 1894
- Hugo V., Correspondance, t. I. P., 1896
- Sand O., Lettres à A. de Musset et à Sainte-Beuve, P., 1897
- Faguet E., Politiques et moralistes du XIX-e siècle (3 série), P., 1899
- Pailleron M. L., F. Buloz et ses amis, Sa vie littéraire sous Louis Philippe, P., 1919
- Choisy L. F., Sainte-Beuve, l’homme et le poète, P., 1921
- Michaut G., Sainte-Beuve, P., 1921
- Bellesort A., Sainte-Beuve et le XIX-e siècle, P., 1927
- Prévost J., Les epicuriens français, P., 1931